# Deinbollia fanshawei
Deinbollia fanshawei là một loài thực vật có hoa trong họ Bồ hòn. Loài này được Exell mô tả khoa học đầu tiên năm 1964.